# Новина (Коростенський район)
Новина́ — село в Україні, у Коростенському районі Житомирської області. Населення становить 374 особи.

## Населення

### Мова
Розподіл населення за рідною мовою за даними перепису 2001 року:
| Мова       | Кількість | Відсоток |
| ---------- | --------- | -------- |
| українська | 366       | 97.86%   |
| румунська  | 8         | 2.14%    |
| Усього     | 374       | 100%     |

## Галерея

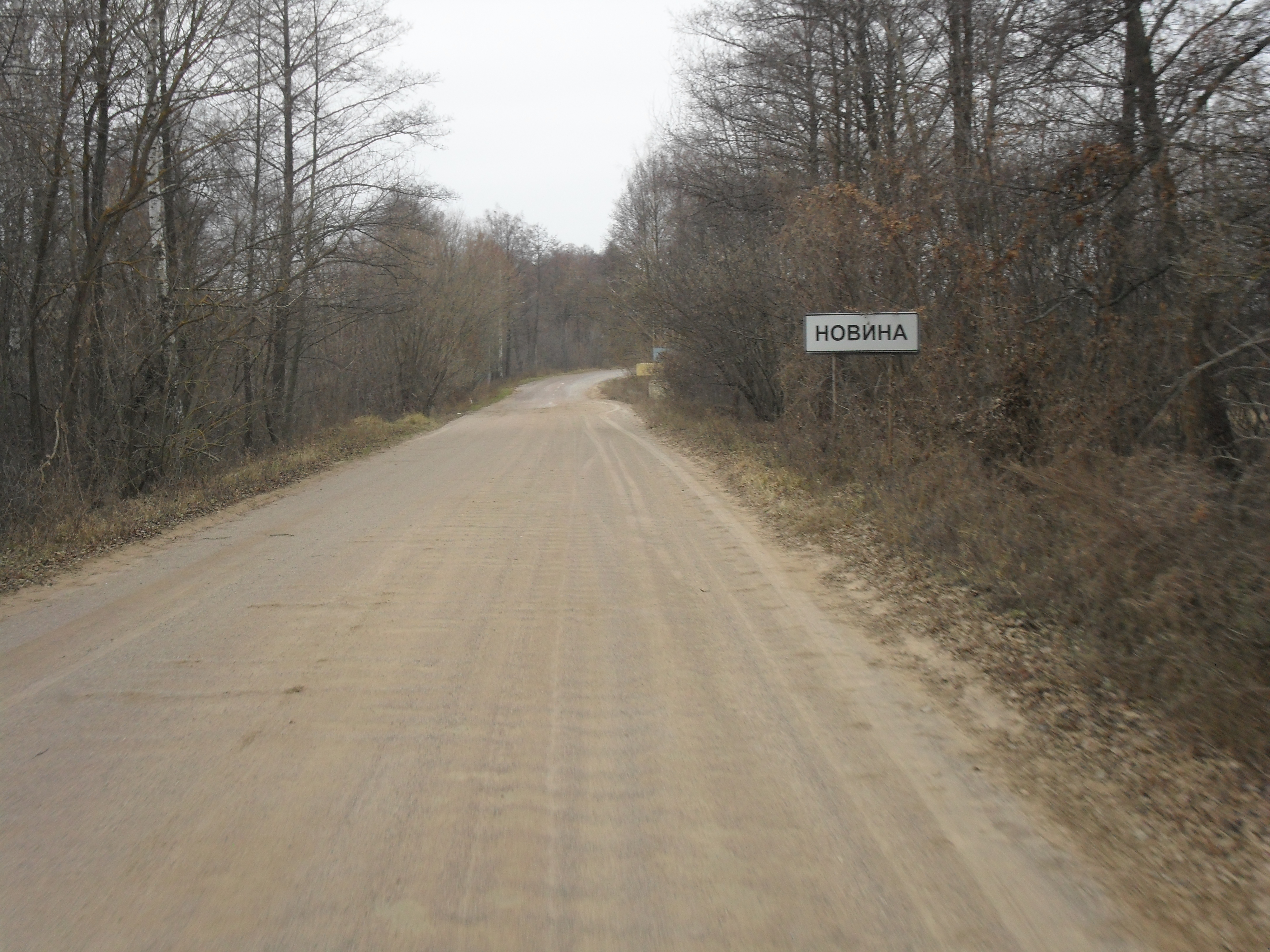
В'їзд до села
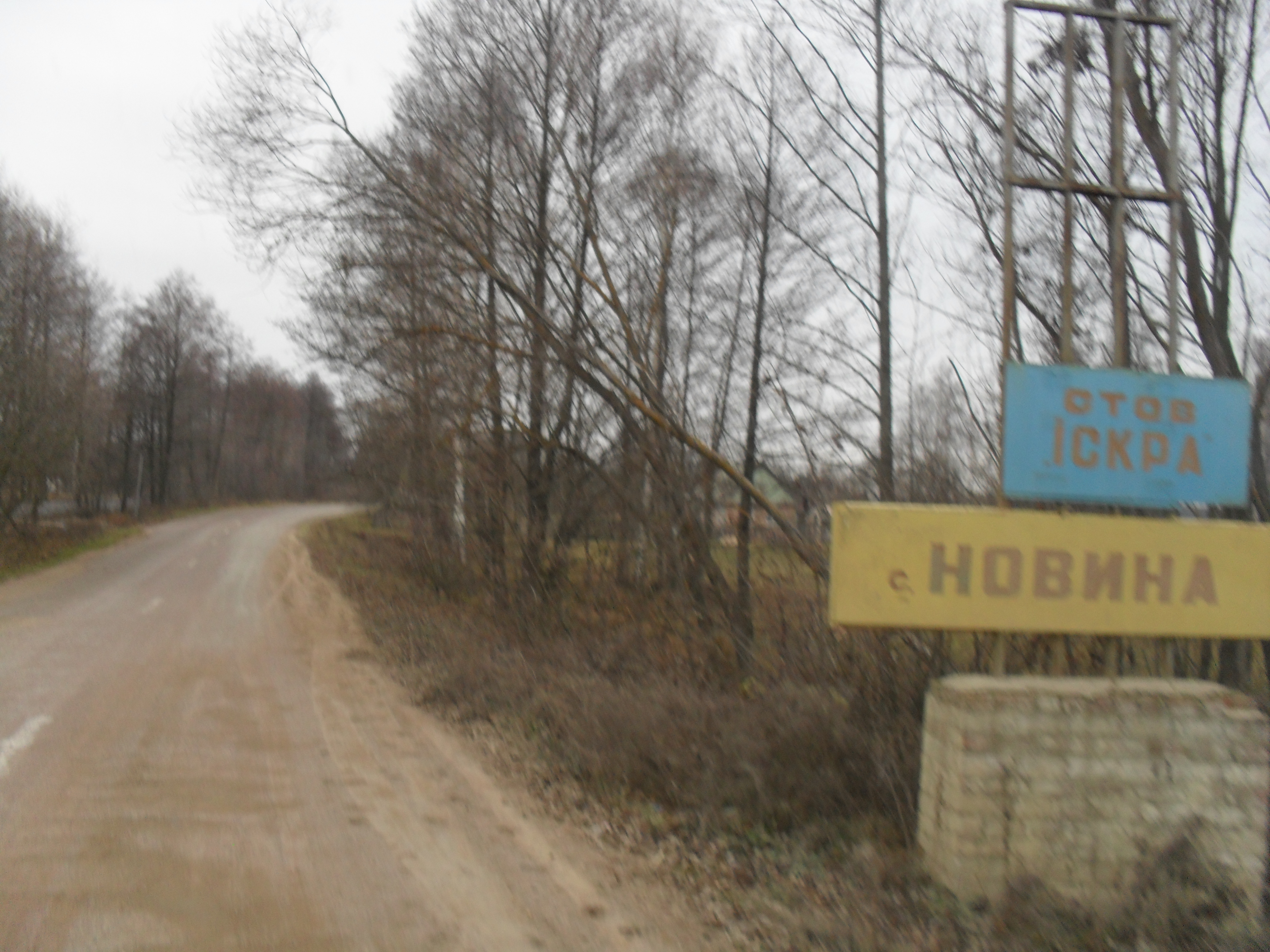
В'їзд до села
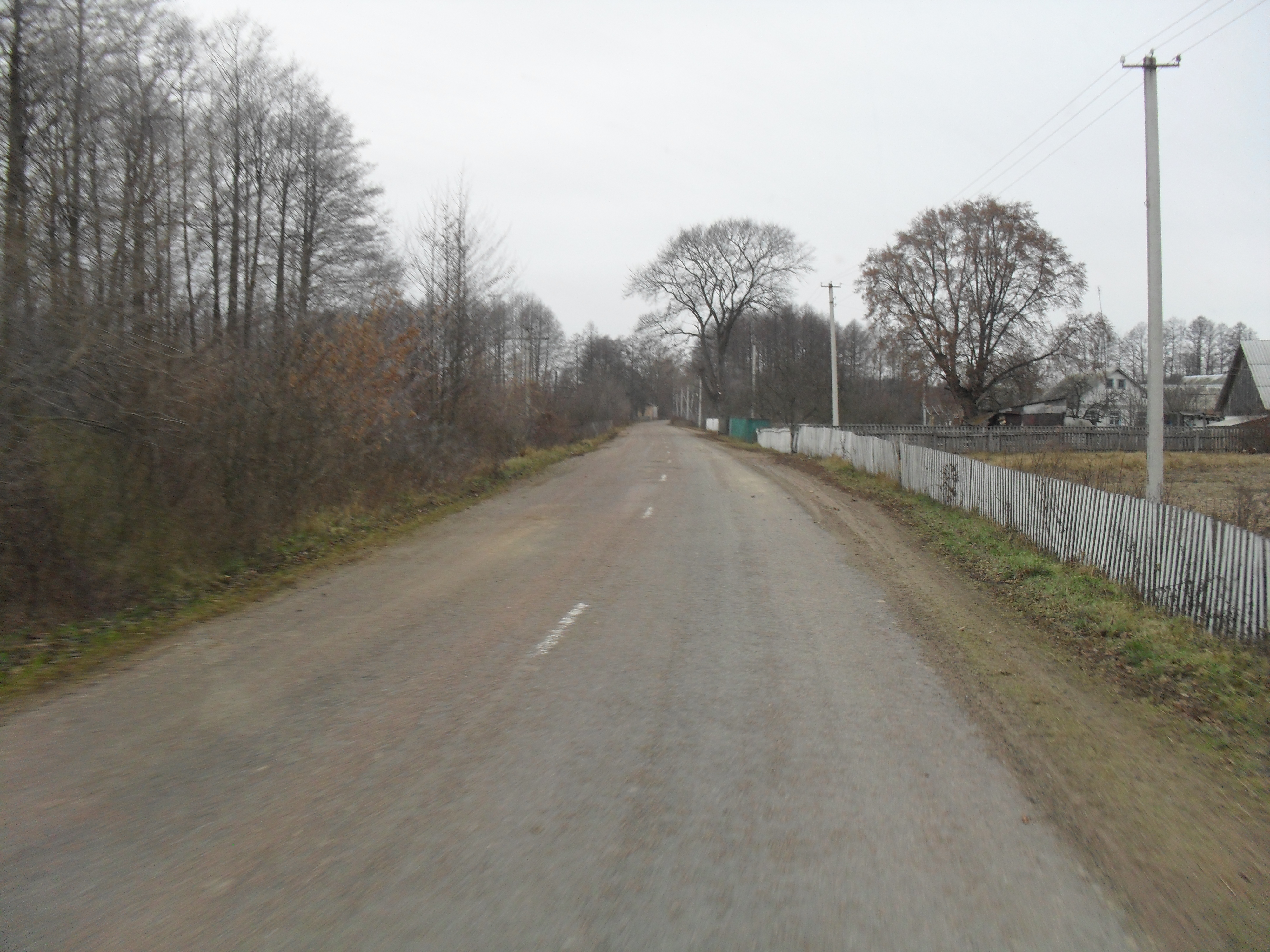
Центральна дорога в селі
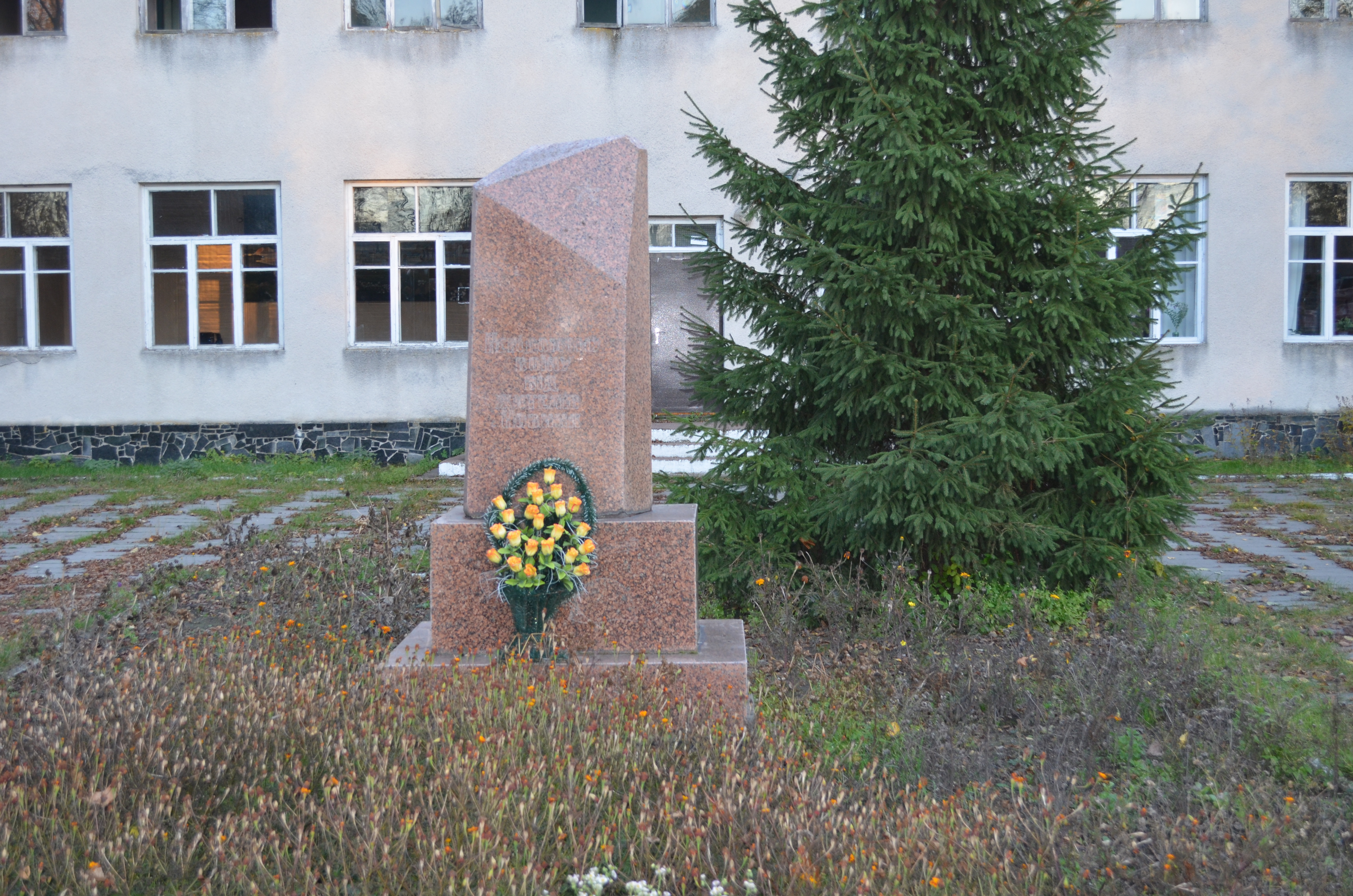
Пам'ятник невідомому воїну
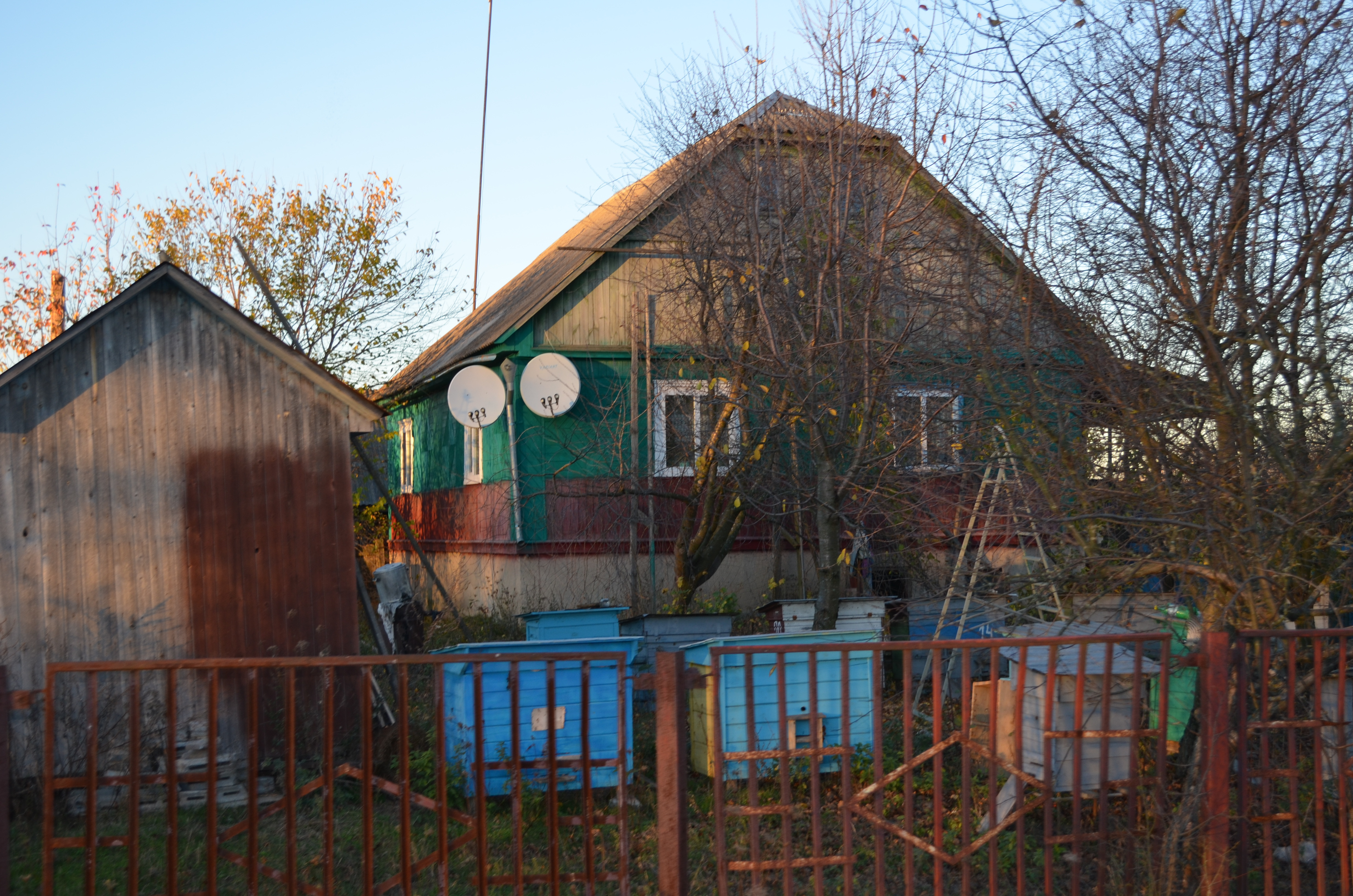
Садиба з пасікою
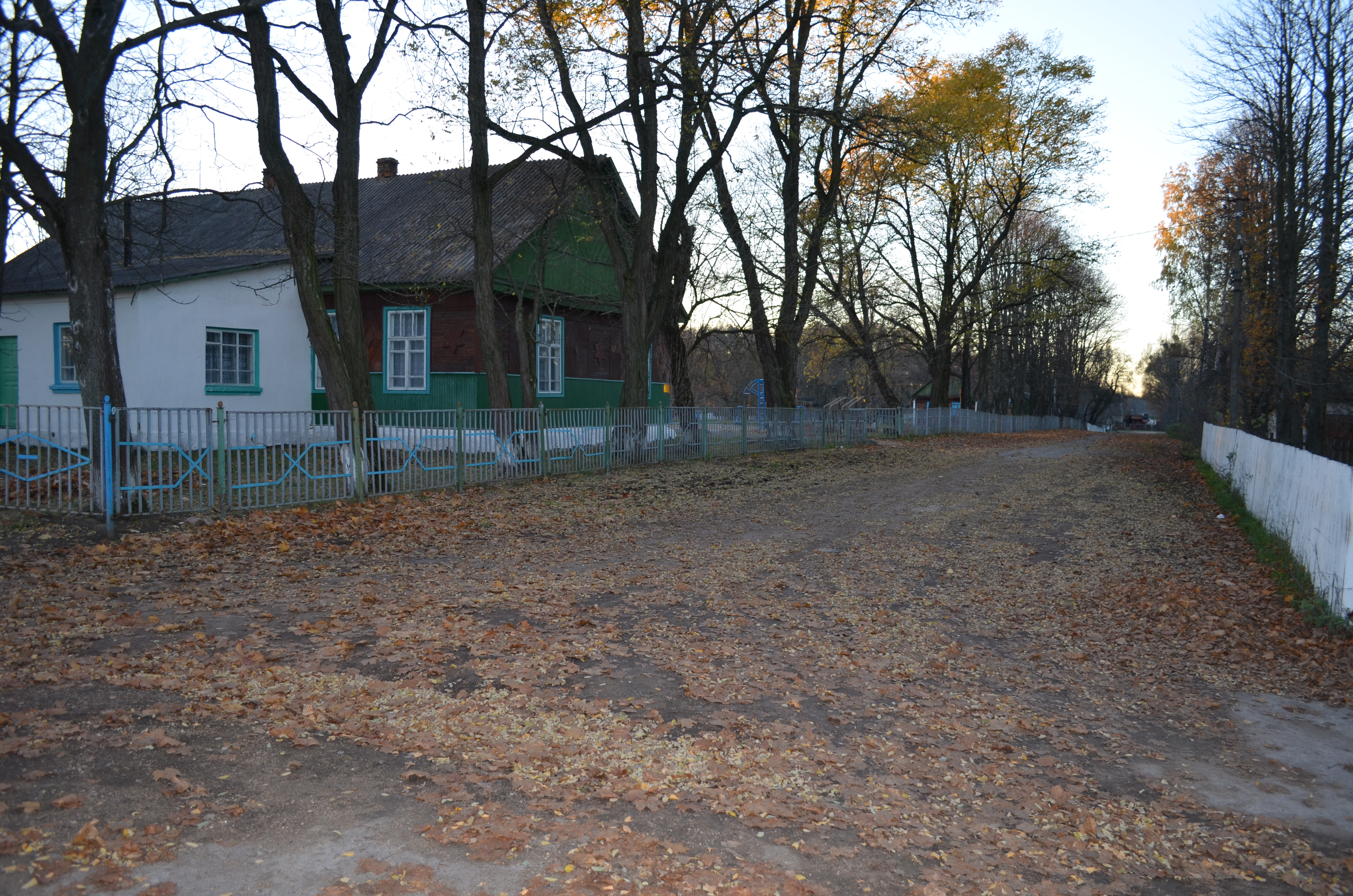
Вулиця села
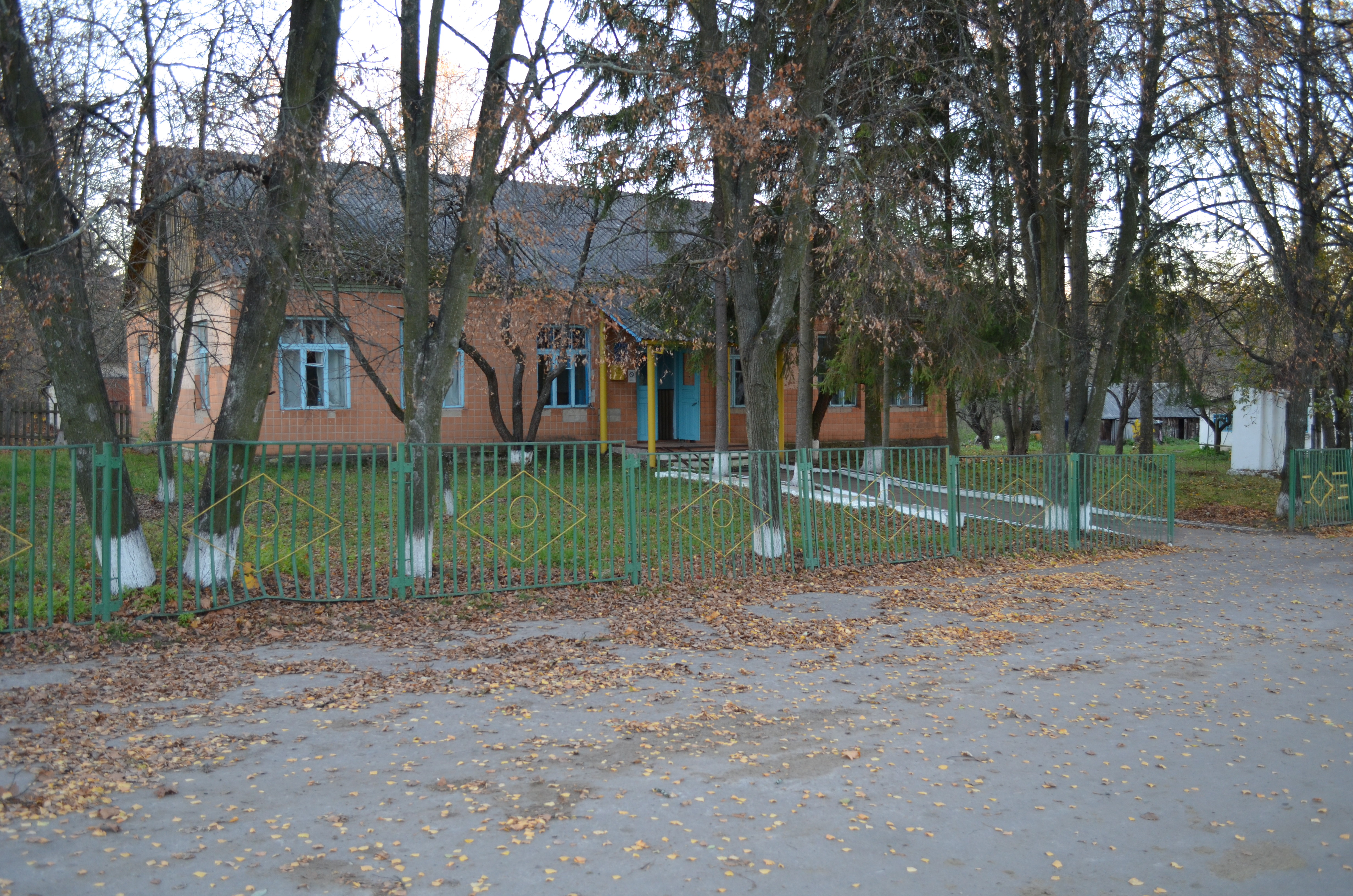
Сільська рада